# Papuagrion carcharodon
Papuagrion carcharodon är en trollsländeart som beskrevs av John Michalski och Nicolaus Michael Oppel 2007. Papuagrion carcharodon ingår i släktet Papuagrion och familjen dammflicksländor. Inga underarter finns listade i Catalogue of Life.